# Небольсины
Небольсины (Неболсины) — древние русские дворянские роды.
По происхождению фамилия Небол(ь)син является патронимиком от тюркского имени Неболса, что означает «(если) что будет, то (пусть) будет».
Один род Небольсиных восходит к концу XV века и внесен в VI и II части дворянских родословных книг Курской, Калужской, Владимирской, Тульской и Орловской губерний.
Есть ещё 2 рода — Небольсины и Неболсины — восходящие к началу XVII века.
10 марта 1789 года императрица Екатерина II своим указом, по прошению статского советника Василия Александровича Небольсина от 3 августа 1786 года, в знак его личных заслуг, в подтверждение древнего дворянского происхождения и увековечивания героизма, проявленного его предком Афанасием Небольсиным при осаде Москвы 1618 года,  жалует ему и его братьям на дворянское достоинство грамоту и фамильный герб.
28 апреля 1792 года дворянское Собрание Калужской губернии, основываясь на жалованной грамоте Екатерины II на дворянское достоинство от 10 марта 1789 года и на Высочайшей грамоте «на права вольности и преимущества Российскому Дворянству» от 21 апреля 1785 года, постановило:
«Василия Александровича и его братьев «Надворного советника Николая, Коллежского Асессора Ивана, Надворного советника Андрея, Коллежского асессора Григория, Капитана Петра и флота Капитан-лейтенанта Павла Александровичей Небольсиных и роды их, как неопровержимо доказавших древнее дворянское свое достоинство за сто лет и выше, внести дворянской родословной книги в шестую часть».

## Описание герба
Описание герба в жалованной грамоте императрицы Екатерины  II от 10 марта 1789 года:
«Щит разделен на две части; в нижней части в зеленом поле мураванная серебряная стена, из-за которой видна выходящая рука с мечом в верх подъятым, означающая службу пращура  Афанасия Небольсина во время осады города Москвы, за что пожалована ему была и вотчина; а в верхней (части) в золотом поле лавровый венец в знак храбрости его в обороне города и прогнании неприятеля, что точно в пожалованной грамоте засвидетельствовано. Щит увенчан обыкновенным дворянским Шлемом с дворянскою же на нём Короною и выходящими страусовыми перьями, намёт на щите золотой подложенный зелёным».
Герб рода Небольсиных внесён во вторую часть Общего гербовника дворянских родов Всероссийской империи.

## Известные представители
- Неболса, Кобяков сын,[1] после крещения Небольсин, Иван Иванович (род. ок. 1470 года, ум. после 1533) — крымский татарин на службе (с 1487) у Великого князя Московского Ивана III, посол Государя Всея Руси Василия III,[5] родоначальник рода Небольсиных.
- Небольсин, Юрий Васильевич — († 1562) — внук Ивана Ивановича Небольсина, брянский дворянин.
- Небольсин, Алексей Юрьевич — сын предыдущего, брянский дворянин, «сын боярский» (1584 ).
- Небольсин, Афанасий Алексеевич[1]  — старший сын предыдущего,  брянский дворянин, участник обороны Москвы 1618 года.
- Небольсин, Дмитрий Алексеевич  — брат  Афанасия Алексеевича, брянский дворянин.
- Небольсин, Самойла Афанасьевич[1] — сын Афанасия Алексеевича, брянский дворянин, участник обороны Москвы 1618 года.
- Небольсин, Алексей Самойлович[1] — сын Самойлы Афанасьевича, жилец (1668), стольник.
- Небольсин, Владимир Васильевич — московский дворянин (1636-1640), воевода в Чернавском остроге (1640).
- Небольсин, Парфений Никитич —  московский дворянин (1676).
- Небольсин Фёдор - воевода в Ахтырке (1677-1678).
- Небольсин, Василий Агеевич ( † 1678) - стряпчий (1678).
- Небольсин, Иван Парфеньевич -  стряпчий (1682), стольник (1692).
- Небольсин, Семён Самойлович —  стряпчий (1683-1692), стольник (1694).
- Небольсин, Матвей Григорьевич — московский дворянин (1692).
- Небольсин, Александр Васильевич — стольник (1692)[6][7].
- Небольсин, Фёдор Алексеевич[1] (род. ок. 1700) — сын Алексея Самойловича, гвардейский офицер.
- Небольсин, Василий Александрович[3] (1744 — 1803) — Действительный статский советник (1788), помещик Тамбовской, Орловской и Калужской губерний, Капитан (с 1769), председатель Калужского губернского магистрата (с 1776), Первый губернский прокурор Калужской губернии (с 1777), Московский вице-губернатор (1788 —1790).
- Небольсин, Николай Александрович[3] (род. в 1746) — надворный советник, Предводитель дворянства Жиздринского уезда Калужской губернии (с 1783), губернский предводитель дворянства Калужской губернии (1801—1803)  в чине коллежского Советника (1801—1803).
- Небольсин, Иван Александрович[3] (1747—1826) — майор, коллежский советник, основатель Воковского хрустального завода (завод им. Воровского) в родовом имении Озяблицы Судогодского уезда Владимирской губернии.
- Небольсин, Андрей Александрович[3] (род. ок. 1750) — надворный советник, Предводитель дворянства в Ряжском уезде Рязанской губернии.
- Небольсин, Пётр Фёдорович (1752—1810) —  русский генерал-майор, шеф Троицкого мушкетёрского полка (1804—1810), участник Русско-турецкой войны (1787—1791) и Русско-персидской войны (1804—1813).
- Небольсин, Григорий Александрович (род. ок. 1755) — действительный статский советник.
- Небольсин, Пётр Александрович[3] (род. 1757) —  капитан армии, надворный советник, архитектор Владимирского наместничества (1789), городничий г. Ковров (1790) и г. Покров (1791—1808) Владимирской губернии, основатель Воковского хрустального завода (завод им. Воровского) в родовом имении Озяблицы Судогодского уезда Владимирской губернии.
- Небольсин, Павел Александрович[3] (1762 —1829) —  капитан-командор Российского Императорского Флота, участник морских сражений Эландского, Красногорского и Выборгского Русско-шведской войны 1788 —1790 годов, командир (1801—1804) кронштадтского форта Кроншлот, действительный статский советник (с 1824).
- Небольсин, Николай Андреевич[8] (1785—1846) — русский государственный деятель, камергер Высочайшего двора (1825), Московский вице-губернатор (1826—1829), Московский губернатор (1829—1837), тайный советник (с 1836  года),  сенатор Московских департаментов (с 1837 года), член Комиссии строительства храма Христа Спасителя, председатель Попечительного Совета заведений общественного призрения в Москве, Московский губернский предводитель дворянства (1841—1844), участник кампании против Великой армии Наполеона (1805—1807), участник русско-шведской войны 1808—1809 годов, командир конного полка Костромского ополчения (1812—1815), участник Отечественной войны 1812 года и заграничных походов 1813—1814 годов.
- Небольсин, Василий Павлович[8] (1794—1847) —  капитан 1-го ранга Российского Императорского Флота, сын Капитан-командора и действительного Статского Советника Павла Александровича Небольсина, участник Отечественной войны 1812  года.
- Небольсин, Григорий Павлович (1811—1896) — русский государственный деятель, сын капитан-командора, действительного статского советника Павла Александровича Небольсина, экономист, Действительный член  Русского географического общества (с 1845  года), действительный тайный советник (с 1878 года), главный редактор «Коммерческой газеты» (1829—1859), Товарищ министра финансов (1863—1866), сенатор (с 1863 года), член Государственного Совета Российской империи (с 1868), почётный член Совета торговли и мануфактур (с 1872), автор ряда трудов по внешней торговле и банковской системе.
- Небольсин, Александр Григорьевич (1842—1917) — сын предыдущего, Действительный статский советник (1880), педагог, научный писатель, председатель постоянной комиссии по техническому и профессиональному образованию при Императорском русском техническом обществе (1887—1917), редактор журнала «Техническое образование» (с 1892 года), основатель более 50 различных курсов и технических школ для детей рабочих.
- Небольсин, Павел Иванович (1817—1893) — русский юрист, этнограф, историк и экономист,  член Императорского Русского Географического Общества (с 1848), автор книг «Поездка в Сибирь на золотые прииски» (1848 год), «Покорение Сибири» (1849 год) и  «Заметки на пути из Петербурга в Барнаул» (1850 год). Статский советник,  член Центрального статистического комитета Министерства внутренних дел.
- Небольсин, Василий Федорович (1822—1900) русский инженер, архитектор, действительный статский советник (1886), Московский губернский архитектор (1860—1862), Гродненский губернский инженер (с 1878 года).
- Небольсин, Константин Васильевич[9] (1825—1895) — русский адмирал, генерал-лейтенант Российского Императорского Флота, сын капитана 1-го ранга Василия Павловича Небольсина, участник Крымской войны на Балтике (1854—1856), командир императорской яхты «Королева Виктория» (1864—1866) и императорского пароходофрегата «Олаф» (1870—1871),  младший флагман Черноморского флота (1880—1884), начальник штаба Главного командира Кронштадтского порта (с 1884 ), член Опекунского совета и Почётный опекун Санкт-Петербургского присутствия Ведомства учреждений императрицы Марии, член Советов Патриотического и Елизаветинского институтов в Петербурге.
- Небольсин, Сергей Платонович (13.11.1823[10]—1877) — русский генерал-майор (1873).
- Небольсин, Ипполит Константинович (род. 1851— после 1912) — действительный статский советник, старший сын генерал-лейтенанта Российского Императорского Флота Константина Васильевича Небольсина, член Пензенского окружного суда.
- Небольсина, Поликсена Константиновна (в замужестве Мандражи,[11] 1853— после 1929) — старшая дочь генерал-лейтенанта Российского Императорского Флота Константина Васильевича Небольсина, член Правления (с 1901) Невского Общества Пособия Бедным, сестра милосердия (1904—1905), участница и героиня Русско-японской войны: награждена двумя, серебряной и золотой, медалями «За храбрость» на Георгиевских лентах,[12]  с 1925 года в эмиграции во Франции.
- Небольсин, Евгений Константинович[13] (1859—1920) — вице-адмирал Российского Императорского Флота, старший сын генерал-лейтенанта Российского Императорского Флота Константина Васильевича Небольсина, командир крейсера 1-го ранга «Рында» (1902—1903), командир императорских яхт «Стрела» (1899—1902) и «Александрия» (1903—1908), командир  морской крепости Свеаборг (1908—1914), вице-председатель Морского крепостного Совета морской крепости Императора Петра Великого (1915—1917).
- Небольсин, Аркадий Константинович[14] (1865—1917) — контр-адмирал Российского Императорского Флота, сын генерал-лейтенанта флота Константина Васильевича Небольсина, участник Русско-японской войны и Цусимского сражения, в котором командовал крейсером 1-го ранга «Аврора», командир канонерской лодки «Кореец» (1909—1911) и линейного корабля «Император Павел I» (1911—1914), командующий под брейд-вымпелом 1-й бригады линейных кораблей Балтийского моря (1914—1915), начальник 2-й бригады линейных кораблей Балтийского флота (1915—1917). 3 марта 1917 года в ходе матросских волнений в Гельсингфорсе был смертельно ранен и в ночь на 4 марта 1917 от полученных ран скончался. Похоронен на Ильинском православном кладбище в Хельсинки.
- Небольсин, Сергей Андреевич (1879—1914) — капитан 2-го ранга Российского Императорского Флота, участник Русско-японской войны.
- Небольсин, Василий Васильевич (1898—1958) - дирижёр, музыкальный педагог, Народный артист РСФСР (1955), главный дирижёр Большого театра, лауреат Сталинской премии (1950).
- Небольсин, Евгений Аркадьевич (1898—1966) —  лейтенант-коммодор американского флота, брокер на рынке ценных бумаг, старший сын контр-адмирала Аркадия Константиновича Небольсина, участник Первой Мировой войны, с 1917 года в эмиграции в США.
- Небольсин, Ростислав Аркадьевич (1900—1990)  —  американский инженер-технолог, сын контр-адмирала Аркадия Константиновича Небольсина, в эмиграции в США с 1917 года, бизнесмен, президент Гидротехнической корпорации (США), попечитель Общества Помощи Русским Детям за рубежом и Русского Православного Богословского Фонда.
- Небольсин, Георгий Аркадьевич (1902—1964) — американский адвокат, юрист-международник, сын контр-адмирала Аркадия Константиновича Небольсина,  советник Государственного Департамента США, член ряда международных организаций, один из основателей Bilderberg Group, дипломированный искусствовед, автор книг по основной специальности и монографии о романской архитектуре «Journey into Romanesque», в эмиграции в США с 1917 года.
- Небольсин, Аркадий Ростиславович (1932—2020) — американский искусствовед и историк культуры, внук контр-адмирала Аркадия Константиновича Небольсина, профессор Калифорнийского и Нью-Йоркского университетов, президент международного Общества Спасения Русских Памятников и Ландшафтов.
- Небольсин, Сергей Андреевич (род. в 1940) — российский филолог, литературовед-пушкиновед, доктор филологических наук, профессор, писатель, член правления Союза писателей России, член редакционной коллегии журнала «Наш современник», член Общества любителей русской словесности.

Известный журналист Павел (Пол) Хлебников был правнуком контр-адмирала Аркадия Константиновича Небольсина.